# Kościół ewangelicki w Babimoście
Kościół ewangelicki w Babimoście – dawna świątynia protestancka znajdująca się w mieście Babimost, w województwie lubuskim. Obecnie jest nieczynna.
Kościół został zbudowany w latach 1782-1789. Posiada okna (powyżej w kształcie okrągłym, a poniżej prostokątnym) przedzielone pilastrami Od strony ulicy jest umieszczonych pięć rzędów okien, natomiast od strony podwórza znajdują się trzy rzędy i dwa puste pola. Budowla posiada wieżę nakrytą cebulastym dachem hełmowym.
Świątynia reprezentuje styl klasycystyczny.